# Jüdischer Friedhof (Načeradec)
Koordinaten: 49° 36′ 22,1″ N, 14° 54′ 6,6″ O

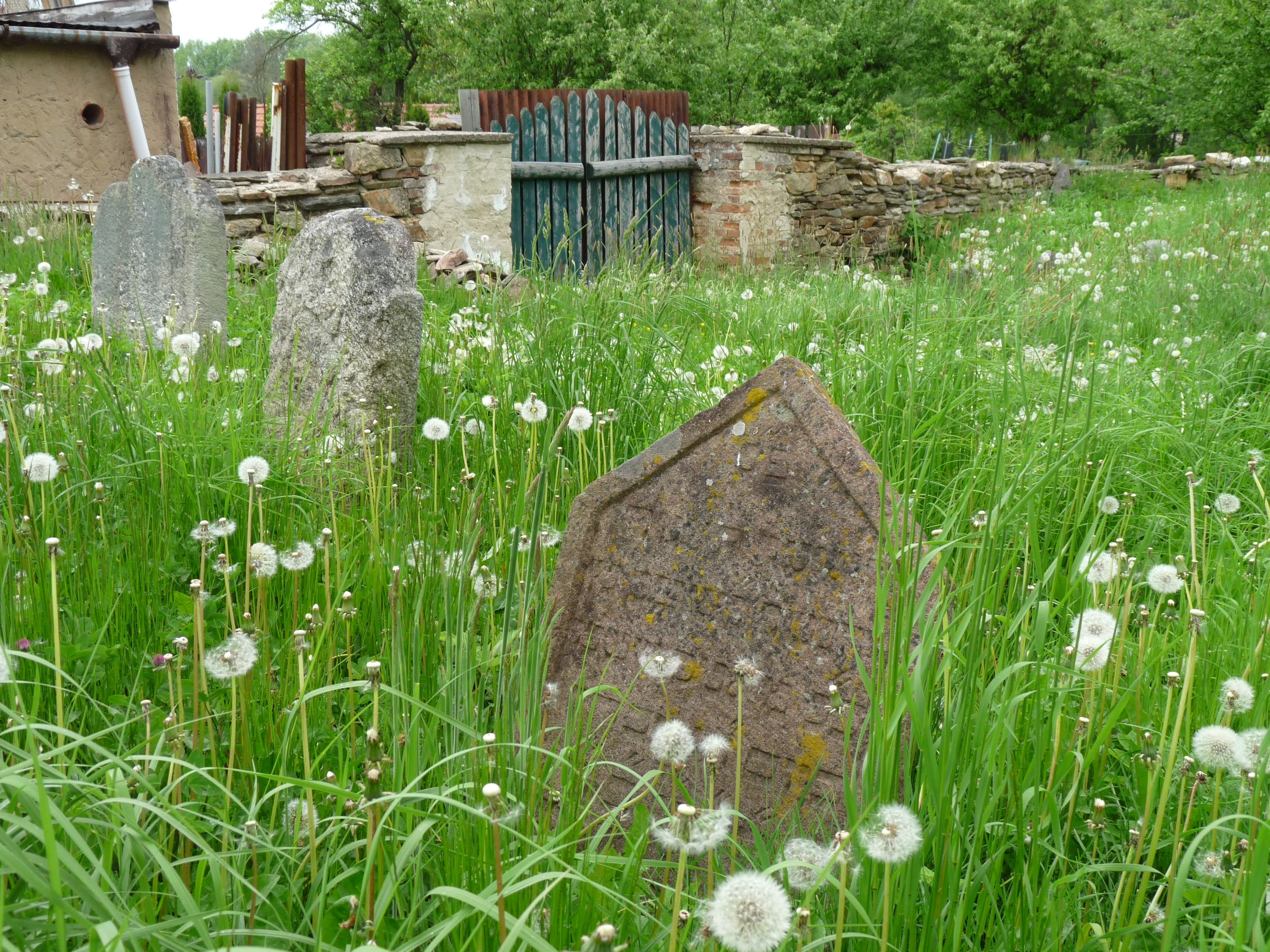
Jüdischer Friedhof in Načeradec

Der Jüdische Friedhof in Načeradec (deutsch Natscheradetz), einer Gemeinde im tschechischen Okres Benešov in der Mittelböhmischen Region, wurde in der zweiten Hälfte des 17. Jahrhunderts angelegt. Der jüdische Friedhof ist seit 1988 ein geschütztes Kulturdenkmal.